# Arthur Omre
Arthur Omre (17. prosince 1887, Brunlanes – 16. srpna 1967, Porsgrunn) byl norský spisovatel.

## Život
Omre prožil mládí jako námořník. Roku 1908 získal na škole v Horten vysokoškolské technické vzdělání a pracoval jako konstruktér ve městě Rjukan, pak v Německu a nakonec v New Yorku a v Clevelandu.. V USA začal také anglicky psát články do novin. Do Norska se vrátil roku 1914 a pracoval u firmy Thunes v Christianii rovněž jako konstruktér. O rok později se oženil a otevřel si vlastní podnik. Ten však roku 1922 zbankrotoval, Omre se postupně začal dopouštět kriminálních činů a byl dokonce osmnáct měsíců ve vězení za podvody, krádeže a pašování.
Propuštěn byl v roce 1935 a v tom samém roce debutoval jako spisovatel částečně autobiografickým románem Smuglere (Pašeráci) o lidech , kteří se dostali do rozporu se zákonem. Roku 1936 vydal Omre jeho pokračování, román Flukten (Útěk) s tématem útěku z vězení a snahou o návrat do společnosti, za který získal literární cenu Gyldendals legat. Podobnou problematiku zločinu a trestu řeší i romány Sukkens bro (1937, Most vzdechů) a Kristinus Bergman (1938), které mu rovněž přinesly všeobecné uznání. Poté následovaly milostné romány Intermesso (1939, Intermezzo) a Harmoni (1941, Harmonie) a především kafkovský román Det onde øie (1940, Zlé oko ) o geniálním vědci, který propadá šílenství.
Kromě románů psal Omre také divadelní hry, pozoruhodné realistické i absurdní novely a povídky o kriminálnících, lidech na šikmé ploše, tulácích a světoběžnících, ale také milostné příběhy s mysticiózními ženami. Jeho styl je většinou střízlivý a věcný s přesně stupňovaným napětím.

## Literární dílo
- Smuglere (1935, Pašeráci), román,
- Flukten, (1936, Útěk), román,
- Sukkenes bro 1937, Most vzdechů), román,
- Kristinus Bergman (1938, román,
- Intermesso (1939, Intermezzo), román,
- Det onde øie (1940, Zlé oko), román,
- Harmoni ([1941, Harmonie), román,
- Det hender iblant ... (1941, To se stává), povídky a novely,
- Mysterium i Rovsøy (1942, Tajemství v Rovsøy), detektivní román vydaný pod pseudonymem Arthur Juel[1], později znovu vydáno jako Holmgrensaken (Případ Holmgren).
- Vertshuset i Syd-Carolina (1943), fejetony,
- Linedansere (1946, Provazochodci), divadelní hra,
- Det femte bud (1947, Páté přikázání), divadelní hra,
- Stort sett pent vær (1948, Celkem pěkné), povídky a novely,
- Vagabond i Gosen (1953, Tulák v Gosenu), román,
- Mikkelfanten (1955, Tulák Mikkel), první díl románové trilogie,
- Svarte-Paal (1956, Černý Pavel), druhý díl románové trilogie,
- Ek & Co. (1957, Ek a spol.), třetí díl románové trilogie,
- Utvalgte noveller (1962, Vybrané povídky), sbírka povídek, český výbor Zázračný kufr a jiné povídky,
- Frydenlund (1965), román.

## Filmové adaptace
- Ukjent mann (1951), norský film podle románu Flukten, režie Astrid Henning-Jensen,
- Skjær i sjøen (1965), norský film podle povídky Sensommer (Pozdní léto), režie Knut Andersen,
- Smuglere (1968), norský film, režie Rolf Clemens.

## Česká vydání
- Intermezzo, Leopold Mazáč, Praha 1942, přeložila Ludmila Kolářová z německého překladu,
- Zázračný kufr a jiné povídky, Odeon, Praha 1966, přeložil Radko Kejzlar, obsahuje povídky Posedlost, Zatracený kůň, Zázračný kufr, Hráč, Ta pravá, Útěk, Blažený neklid, Pozdní léto, Pes a Pustá zem.